# Богородское (Кировская область)
Богоро́дское — поселок городского типа в Кировской области России. Административный центр Богородского района и  Богородского городского поселения.

## География
Расстояние до областного центра города Кирова — 127 км. Расстояние до ближайшей железнодорожной станции Зуевка — 73 км. Расстояние до ближайшей пристани Медведок (на реке Вятке) — 61 км.

## История
В 1700 году получена грамота от казанского митрополита на открытие села в районе речки Талого Ключа вблизи водораздела Вятки и Камы. 18 января 1701 года в селе освящена первая деревянная церковь (разобрана в 1818 году). В 1787 году построена каменная Вознесенская церковь. В 1791 году село передано из Казанской в образовавшуюся Вятскую епархию. Статус посёлка городского типа получен в 1971 году.

## Население
| 1970  | 1979  | 2002  | 2009  | 2010  | 2012  | 2013  | 2014  | 2015  |
| ----- | ----- | ----- | ----- | ----- | ----- | ----- | ----- | ----- |
| 2649  | ↗3576 | ↘3221 | ↘2933 | ↘2875 | ↘2771 | ↘2727 | ↘2663 | ↘2627 |
| 2016  | 2017  | 2018  | 2019  | 2020  | 2021  |       |       |       |
| ↘2591 | ↘2554 | ↘2507 | ↘2442 | ↘2414 | ↘2278 |       |       |       |

1989 - 3731

## Достопримечательности
- Общественный амбар (нач. 1870-х годов).
- Амбулатория (1900-е годы).
- Волостное правление (1887 год).
- Дом О. А. Желнина, 1920-е — 1930-е годы).
- Дом причта (1-я пол. XIX века).
- Дом Д. П. Суслопарова (1880-е годы).
- Торговые ряды (2-я пол. XIX века).
- Церковь Вознесения (1771—1779 годы).
- Церковно-приходская школа (1838 год).